# Aya Terakawa
Aya Terakawa, född 12 november 1984 i Osaka, är en japansk simmare.
Terakawa blev olympisk bronsmedaljör på 100 meter ryggsim vid sommarspelen 2012 i London.